# Qi’’e Dao
Qi’’e Dao (chinesisch 企鵝島 ‚Pinguin-Insel‘) ist eine kleine Insel vor der Ingrid-Christensen-Küste des ostantarktischen Prinzessin-Elisabeth-Lands. Sie liegt südöstlich der Insel Mantou Dao vor der Landspitze Steinnes.
Chinesische Wissenschaftler benannten sie im Jahr 1999.